# Met 2 Office Tower
Met 2 Office Tower (někdy také Wells Fargo Center) je mrakodrap v Miami. Má 46 podlaží a výšku 197 metrů. Výstavba probíhala v letech 2006 – 2010 a za designem budovy stojí Nichols Brosch Wurst Wolfe & Asociates. Je to jeden ze čtyř mrakodrapů komplexu Metropolitan Miami.